# Asteia afghanica
Asteia afghanica är en tvåvingeart som beskrevs av Papp 1979. Asteia afghanica ingår i släktet Asteia och familjen smalvingeflugor.
Artens utbredningsområde är Afghanistan. Inga underarter finns listade i Catalogue of Life.